# Robert Morales
Robert Osmar „Pantera” Morales Benítez (ur. 17 marca 1999 w Concepción) – paragwajski piłkarz występujący na pozycji napastnika, reprezentant Paragwaju, od 2023 roku zawodnik meksykańskiej Toluki.
Jego kuzyn Emmanuel Morales również jest piłkarzem.